# Åsa Webber
Åsa Webber, född 1970 i Norrköping, är Sveriges biträdande ständiga representant till EU och biträdande myndighetschef för Sveriges representation till EU sedan 2014. Webber är en av tre ambassadörer vid EU-representationen och är ansvarig för COREPER I. Webber har tjänstgjort vid regeringskansliet sedan 1997, bland annat på EU-representationen som minister och rättsråd 2005 -2014;  kansliråd vid  EU-enheten på Justitiedepartementet  1998-2004; och departementssekreterare  för EU-frågor 1997-1998. Åsa Webber gick regeringskansliets Aspirantprogram 1998, har en juristexamen från Uppsala universitet (1995), och studerade tidigare vid Nancy II universitetet i Frankrike (1993) och Reading universitetet i Storbritannien (1994). 
Åsa Webber är engagerad i att driva Sveriges feministiska utrikespolitik, och är en förkämpe för jämställdhet vilket en kan se exempel för på twitter.